# قلعه‌میدان (ششتمد)
قلعه‌میدان، روستایی است از توابع بخش شامکان و در شهرستان ششتمد استان خراسان رضوی ایران.

## جمعیت
این روستا در دهستان ربع شامات قرار داشته و بر اساس سرشماری سال ۱۳۸۵ جمعیت آن ۳۹۱ نفر (۱۰۳ خانوار)
بوده است.